# Limanda sakhalinensis
Espèce
Limanda sakhalinensis est une espèce de poissons marins appartenant à la famille des Pleuronectidae.